# Turnera elliptica
Turnera elliptica är en passionsblomsväxtart som beskrevs av Ignatz Urban. Turnera elliptica ingår i släktet Turnera och familjen passionsblomsväxter. Inga underarter finns listade i Catalogue of Life.